# Государственные награды Азербайджана
Государственные награды Азербайджана — высшая форма поощрения граждан за выдающиеся заслуги в защите страны, государственном строительстве, экономике, науке, культуре, искусстве, воспитании, просвещении, охране здоровья, жизни и прав граждан, благотворительной деятельности и иные выдающиеся заслуги перед государством.

## Виды государственных наград
Для награждения за выдающиеся и исключительные заслуги перед Республикой Азербайджан, законом определены государственные награды:
- Звание Героя Отечественной войны
- Звание Национального героя Азербайджана
- Ордена Республики Азербайджана
- Медали Республики Азербайджана
- Почётные звания Азербайджана

## Право награждения
Президент Республики Азербайджан присваивает высшие звания Героя Отечественной войны и Национального Героя Азербайджана, награждает орденами и медалями Республики Азербайджан, присваивает Почётные звания Республики Азербайджан, издавая об этом Указы.

## Перечень государственных наград

### Высшие звания
- Герой Отечественной войны
- Национальный герой Азербайджана

### Ордена
- Орден Гейдара Алиева (учреждён в 2005 г.)
- Орден «Независимость» (учреждён в 1993 г.)
- Орден «Шах Исмаил» (учреждён в 1993 г.).
- Орден «Азербайджанское знамя» (учреждён в 1993 г.)
- Орден «Доблесть» (учреждён в 2017 г.)
- Орден «Честь» (учреждён в 2007 г.)
- Орден «Слава» (учреждён в 1993 г.)
- Орден «Дружба» (учреждён в 2007 г.)
- Орден «За службу Отечеству» (учреждён в 2003 г.)
- Орден «Труд» (учреждён в 2016 г.)
- Орден «Победа» (учреждён в 2020 г.)
- Орден «Карабах» (учреждён в 2020 г.)

### Медали
- Медаль «Золотая Звезда» (учреждена в 1992 г.).
- Медаль «За Отчизну» (учреждена в 1998 г.)
- Медаль «За отвагу» (учреждена в 1998 г.)
- Медаль «Прогресс» (учреждена в 1993 г.)
- Медаль «За военные заслуги» (учреждена в 1993 г.)
- Медаль «За отличие в военной службе» (учреждена в 2002 г.)
- Медаль «За отличие на границе» (учреждена в 1993 г.)
- Медаль «За заслуги в военном сотрудничестве» (учреждена в 2002 г.)
- Медаль «Ветеран Вооружённых Сил Азербайджанской Республики» (учреждена в 2002 г.)
- Медаль «За безупречную службу» (учреждена в 2002 г.)
- Медаль «10-летие Вооружённых Сил Азербайджанской Республики (1991—2001)» (учреждена в 2002 г.)
- Медаль «За отличие на государственной службе» (учреждена в 2003 г.)
- Медаль «Ветеран полиции» (Азербайджан) (учреждена в 2006 г.)
- Медаль «За безупречную службу в органах внутренних дел» (учреждена в 2006 г.)
- Медаль «90-летие пограничной охраны Азербайджана (1919—2009)» (учреждена в 2008 г.)
- Медаль «90-летие Вооружённых Сил Азербайджанской Республики (1918—2008)» (учреждена в 2008 г.)
- Медаль «90-летие Азербайджанской полиции (1918—2008)» (учреждена в 2008 г.)
- Медаль «90-летие национальным органам безопасности Азербайджанской Республики (1919—2009)» (учреждена в 2008 г.)
- Медаль «За отличие в дипломатической службе» (учреждена в 2009 г.)
- Медаль «90-летие органов дипломатической службы Азербайджана (1919–2009)» (учреждена в 2009 г.)
- Медаль «10-летие Министерства налогов Азербайджанской Республики (2000–2010)» (учреждена в 2009 г.)
- Медаль «За отличие в службе в налоговых органах» (учреждена в 2009 г.)
- Медаль «За эффективное сотрудничество в налоговых органах» (учреждена в 2009 г.)
- Медаль «За эффективное сотрудничество с органами чрезвычайных ситуаций»(учреждена в 2010 г.)
- Медаль «20 лет восстановления государственной независимости Азербайджанской Республики»[1] (учреждена в 2012 г.)
- Медаль «95-летие Вооружённых Сил Азербайджанской Республики (1918—2013)» (учреждена в 2012 г.)
- Медаль «За безупречную службу в органах миграции» (учреждена в 2012 г.)
- Медаль «95-летие Азербайджанской полиции (1918—2013)» (учреждена в 2013 г.)
- Медаль «95-летие национальным органам безопасности Азербайджанской Республики (1919—2014)» (учреждена в 2013 г.)
- Золотая медаль имени Низами Гянджеви (учреждена в 2014 г.)
- Медаль «95-летие Пограничной охраны Азербайджана (1919—2014)» (учреждена в 2014 г.)
- Медаль «10-летие Министерства по чрезвычайным ситуациям Азербайджанской Республики (2005–2015)» (учреждена в 2015 г.)
- Медаль «За доблесть» (учреждена в 2016 г.)
- Юбилейная медаль «100-летие азербайджанской армии»[2] (учреждена в 2017 г.)
- Юбилейная медаль «100 лет Азербайджанской полиции»[3] (учреждена в 2017 г.)
- Юбилейная медаль «100-летие АДР»[4] (учреждена в 2018 г.)
- Медаль «100 лет Азербайджанской прокуратуры (1918—2018)» (учреждена в 2018 г.)
- Юбилейная медаль «100-летия органов государственной безопасности и внешней разведки»[5] (учреждена в 2018 г.)
- Медаль «За заслуги в военно-патриотическом воспитании Азербайджанской Республики» (учреждена в 2018 г.)
- Медаль «100-летие пограничной охраны Азербайджана (1919—2019)»(учреждена в 2018 г.)
- Медаль «За вклад в дипломатическую службу» (учреждена в 2018 г.)
- Юбилейная медаль «100-летие органов дипломатической службы Азербайджана»[6] (учреждена в 2019 г.)
- Медаль «За заслуги в диаспорской деятельности» (учреждена в 2019 г.)
- Медаль «100-летие Бакинского Государственного Университета»[7] (учреждена в 2019 г.)
- Медаль «Герой Отечественной войны» (учреждена в 2020 г.)
- Медаль «Отважный боец» (учреждена в 2020 г.)
- Медаль «За отличие в бою» (учреждена в 2020 г.)
- Медаль «За освобождение Суговушана» (учреждена в 2020 г.)
- Медаль «За освобождение Джабраила» (учреждна в 2020 г.)
- Медаль «За освобождение Ходжавенда» (учреждена в 2020 г.)
- Медаль «За освобождение Физули» (учреждена в 2020 г.)
- Медаль «За освобождение Зангилана» (учреждена в 2020 г.)
- Медаль «За освобождение Губадлы» (учреждена в 2020 г.)
- Медаль «За освобождение Шуши» (учреждена в 2020 г.)
- Медаль «За освобождение Кельбаджара» (учреждена в 2020 г.)
- Медаль «За освобождение Агдама» (учреждена в 2020 г.)
- Медаль «За освобождение Лачина» (учреждена в 2020 г.)
- Медаль «Участник Отечественной войны» (учреждена в 2020 г.)
- Медаль «За службу в тылу в Отечественной войне» (учреждена в 2020 г.)
- Юбилейная медаль «100-летие Государственного педагогического университета Азербайджана (1921-2021)»
- Медаль «За сотрудничество в области оборонной промышленности» (учреждена в 2021 г.)
- Медаль «15-летие Министерства оборонной промышленности Азербайджанской Республики (2005–2020)» (учреждена в 2021 г.)
- Юбилейная медаль «К 20-летию учреждения института уполномоченного по правам человека (омбудсмена) Азербайджана (2002-2022)»
- Медаль «За отличие на службе в органах прокуратуры» (учреждена в 2022 г.)
- Медаль «За эффективное сотрудничество с органами прокуратуры» (учреждена в 2022 г.)
- Юбилейная медаль «100-летие Гейдара Алиева (1923—2023)»[8] (учреждена в 2023 г.)

### Почётные звания
- Народный писатель Азербайджана;
- Народный поэт Азербайджана;
- Народный артист Азербайджана;
- Народный художник Азербайджана;
- Заслуженный деятель науки Азербайджана;
- Заслуженный деятель искусств Азербайджана;
- Заслуженный артист Азербайджана;
- Заслуженный художник Азербайджана;
- Заслуженный работник культуры Азербайджана;
- Заслуженный учитель Азербайджана;
- Заслуженный врач Азербайджана;
- Заслуженный архитектор Азербайджана;
- Заслуженный государственный служащий Азербайджана;
- Заслуженный деятель физической культуры и спорта Азербайджана;
- Заслуженный журналист Азербайджана;
- Заслуженный инженер Азербайджана;
- Заслуженный юрист Азербайджана;
- Заслуженный работник сельского хозяйства Азербайджана;
- Заслуженный пилот Азербайджана.

## Правовое положение награждённыхгосударственными наградами СССРи Азербайджанской ССР
Учитывая заслуги граждан Республики Азербайджана, награждённых государственными наградами бывших СССР и Азербайджанской ССР, за ними сохраняются права и обязанности, предусмотренные законодательством бывших СССР и Азербайджанской ССР о наградах.